# 鬥陣俱樂部 (小說)
《鬥陣俱樂部》（英語：Fight Club）是恰克·帕拉尼克於1996年發表的小说。該小說讲述的是一位与失眠症作斗争的匿名主人公的故事。1999年，导演大卫·芬奇将小说改编成同名电影。